# Hagiographie

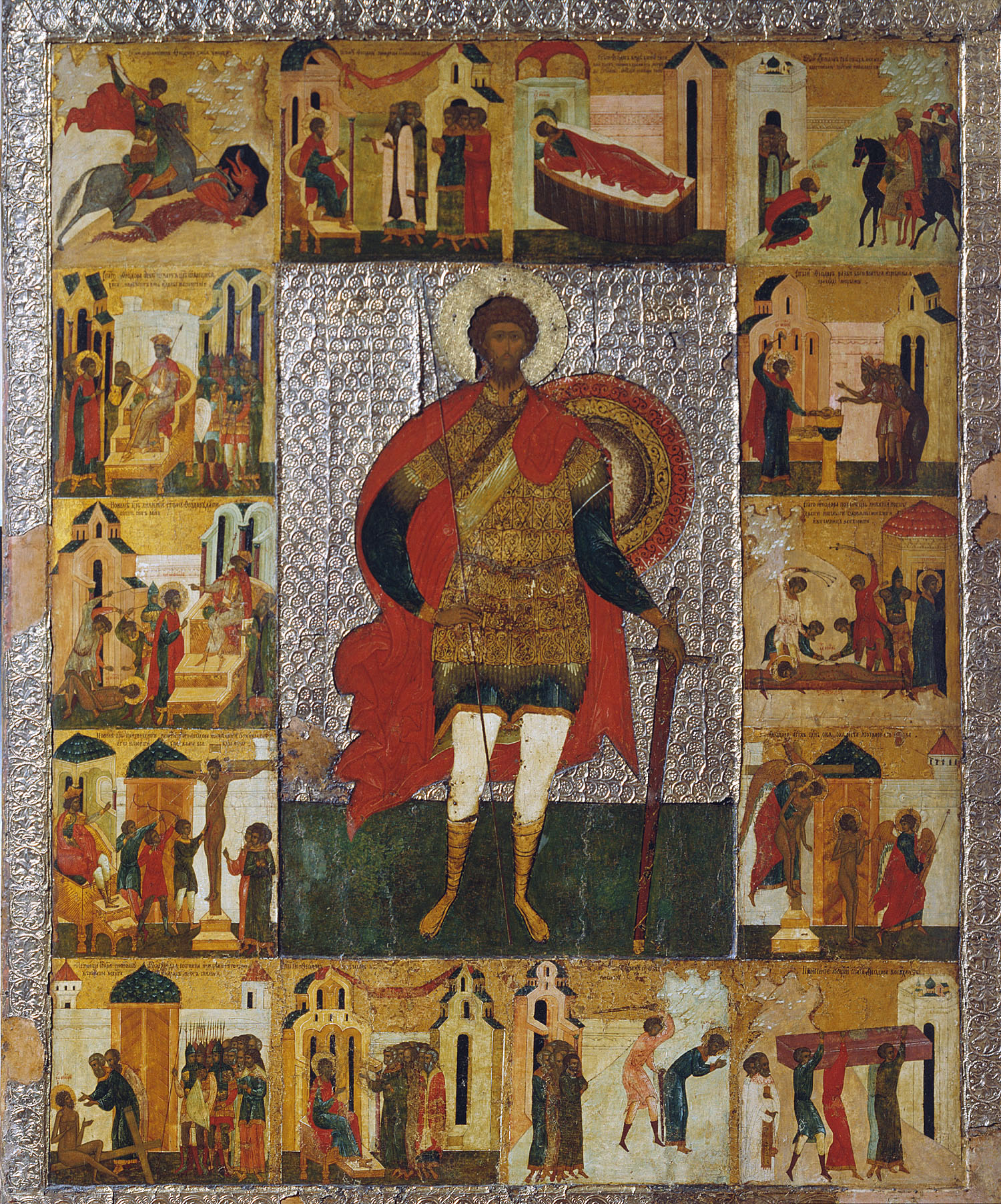
Hagiographische Ikone des hl. Theodor Stratelates (Ende des 15. Jahrhunderts, Nowgorod)

Die Hagiographie (auch in der Schreibweise Hagiografie, aus altgriechisch τὸ ἅγιον tò hágion „das Heilige, Heiligtum“ bzw. ἅγιος hágios „heilig, ehrwürdig“ und -graphie) umfasst sowohl die Darstellung des Lebens von Heiligen (Vita) und ihrer Taten (Gesta) als auch die wissenschaftliche Erforschung solcher Darstellungen. Hagiographische Quellen sind Texte oder materielle Überreste, die geeignet sind, über das irdische Leben der Heiligen, ihren Kult und die nach Überzeugung der jeweiligen Kultgemeinschaft bewirkten Wunder Aufschluss zu geben. Zu den Texten zählen etwa Viten (S.eben bzw. Heiligenlegenden), Translationsberichte, Kloster- und Bistumschroniken, Erwähnungen in sonstigen Chroniken und anderen historiographischen Gattungen, Authentiken (Beglaubigungsdokumente für Reliquien), Kalendarien, der Verehrung dienende literarische Gattungen in liturgischen Handschriften, beispielsweise Hymnen, Sequenzen, Antiphonen oder Litaneien, epigraphische Zeugnisse (Inschriften); zu den materiellen Überresten etwa Ikonen und andere bildliche Darstellungen, Kultbauten, Kultgerät, Heiligengräber, Reliquien und Reliquiare, Votivgaben und Devotionalien.

## Hagiographie oder Hagiologie
Zur Scheidung der Bedeutungen von Hagiographie oder Hagiologie geht ein Vorschlag dahin, nur die Lebensbeschreibung (Vita) als Hagiographie, die wissenschaftliche Erforschung der Heiligen und ihrer Gemeinschaft hingegen als Hagiologie zu bezeichnen. Als Hagiologion bzw. Hagiologium wird dementsprechend eine mehr oder weniger wissenschaftliche Ausgabe mit Lebensbeschreibungen von und Untersuchungen zu Heiligen bezeichnet.
Im übertragenen Sinne bezeichnet der Begriff Hagiographie oder die adjektivische Verwendung hagiographisch eine Biographie, die den Beschriebenen als „Heiligen“ im Sinne eines vorbildhaften Menschen ohne Makel darstellt und ihn dem Leser einerseits als sittliches Vorbild, andererseits als der kultischen Verehrung würdigen Erwählten Gottes präsentiert. Da eine solche Darstellung oft einseitig enkomiastische Züge aufweist, eine unkritische und euphemistische Tendenz zeigt, die historische Quellenkritik vernachlässigt und keinem streng rationalistischen Wahrheitsbegriff verpflichtet ist, kann der Ausdruck auch in pejorativer Bedeutung verwendet werden. Seit der Reformation und verstärkt seit dem 19. Jahrhundert, das mit dem Einsetzen der historischen Quellenkritik und der Durchsetzung eines von den Naturwissenschaften geprägten rationalistischen Wahrheitsbegriffs der Vorstellung vom Übernatürlichen zunehmend fremd gegenüberstand, stieß die Hagiographie immer mehr auf Fundamentalkritik. Gegen diese pauschale Verwerfung suchte das vom Jesuitenorden getragene Unternehmen der Bollandisten, die Acta Sanctorum, die Hagiographie durch kritische Sichtung und Sammlung der Überlieferung zu verteidigen.
Aus literaturwissenschaftlicher Perspektive wird der Begriff Hagiographie von dem Mittellateiner Walter Berschin abgelehnt, der darauf hinweist, dass historische Wahrheit kein Gattungs- und schon gar kein Qualitätskriterium sein könne. Statt von Hagiographie sei daher von Biographie zu sprechen. Andererseits ergibt sich aus der hagiographischen Intention ein bestimmter hagiographischer Diskurs, von Berschin als biblischer Hintergrundstil bezeichnet, der sich im Rückgriff auf bestimmte literarische Vorbilder, auf biblische Exempla und hagiographische Topoi spiegelt. Innerhalb dieses hagiographischen Diskurses zeigt sich nun ein weiterer Unterschied der Hagiographie zur antiken Biographie. Letztere hatte, wie Albrecht Dihle gezeigt hat, nicht von der Geschichtsschreibung, sondern vom Interesse der philosophischen Ethik am sittlich autonomen Individuum als Vorbild ihren Ausgang genommen. Insofern liegt aber in der hagiographischen Auffassung vom Eingreifen Gottes als metaphysischer Macht in die geschichtlichen und biographischen Abläufe ein fundamentaler Unterschied. Denn dadurch wird der Heilige zum Werkzeug Gottes und jede Hagiographie zu einem Stück Heilsgeschichte, zu einem Beleg für die gnadenvolle Selbstoffenbarung Gottes in der Geschichte und für die Einlösung der zugesagten Heilsversprechen. Bedeutung erlangte durch diese neue Anschauung also gerade das bestimmte einmalige Ereignis selbst, während sich die antike Biographie in erster Linie für die verallgemeinerbare sittliche Haltung interessierte, die sich in einem Ereignis manifestierte. Voraussetzung für diese Entwicklung war der Umstand, dass sich die Biographie unter den besonderen Bedingungen der römischen Kaiserzeit bereits zu einem Genus der Geschichtsschreibung entwickelt hatte.

## Geschichte
Die Geschichte der christlichen Hagiographie begann im 2. Jahrhundert mit Lebensbeschreibungen von Märtyrern, Asketen bzw. Eremiten und heiligen Jungfrauen. Im Mittelalter, der Blütezeit der Hagiographie, gab es Lebensbeschreibungen nahezu aller Heiligen der Kirche. Allein im lateinischsprachigen Bereich verzeichnet die Bibliotheca Hagiographica Latina mit ihren Supplementen weit über 10.000 Nummern. Eine wichtige Sammlung von Heiligenlegenden des Mittelalters ist die etwa im Zeitraum von 1263 bis 1273 entstandene Legenda aurea des Jacobus de Voragine. In der frühen Neuzeit folgten außer den schon genannten Acta Sanctorum der Bollandisten Sammlungen wie das Sanctuarium (Band 1–2, Venedig 1474) des Boninus Mombritius (1424–1502?), De probatis vitis Sanctorum ab Al. Lippomano olim [1551–1560] conscriptis nunc primum emendatis et auctis (Band 1–6, Köln 1570–1576) des Laurentius Surius (1522–1578) sowie die Acta primorum martyrum sincera (Paris 1689) des Thierry Ruinart.

## Historischer Erkenntnisgehalt
Das historische Erkenntnisinteresse einer hagiographischen Forschung liegt heute meist weniger in der Authentizität der Überlieferung, sondern in der Erforschung des kollektiven Gedächtnisses beziehungsweise dem Umgang mit demselben sowie in sozial- und mentalitätsgeschichtlichen Fragestellungen. Auch im Zusammenhang von Forschungen zur Geschichte des Mönchtums, der Orden und Klöster, Bistümer und anderer kirchlicher Institutionen sowie zur Herrschaftslegitimation und Herrschaftsrepräsentation des mittelalterlichen und frühneuzeitlichen Adels und Königtums spielen hagiographische Quellen eine nicht unbedeutende Rolle.